# Pere Vicent Zabata i Grifolla
Pere Vicent Zabata i Grifolla (Sant Mateu, Baix Maestrat, 11 de novembre de 1662 - 26 d'agost de 1733), fou un poeta valencià dels segles XVII i XVII. Era fill del notari Pere Ramon Zabata i d'Agustina Grifolla.
Va estudiar Gramàtica a la mateixa localitat de Sant Mateu amb el seu oncle per part de mare, mossèn Miquel Grifolla i Giner, per, posteriorment, perfeccionar-se en Retòrica a Sogorb, concretament al col·legi dels Jesuïtes. Es va doctorar en Art, possiblement a València. Entre 1687 i 1692 estigué a Roma, on entre d'altres fou nomenat tresorer de l'Hospital de Nostra Senyora de Montserrat. De retorn al seu poble natal, el 1698 es va càrrec de l'Estudi de Gramàtica, tasca que portà a terme fins al 1723. També exercí de mestre a les localitats properes de Morella (1707) i de Vinaròs (1721). Segons els novenaris del padró santmatevà, Zabata compongué part dels goigs a sant Sebastià el 1721.

## Obres
Entre les seves obres cal esmentar les següents: una Rethorica Brevis (Roma, 1689), a instàncies del llavors cardenal Antonio Pignatelli; les Poesías varias del doctor Pedro Vicente Zabata y Grifolla (Barcelona, 1697), que va costejar el llavors tresorer del Bisbat de Tortosa Vicent Bas; i especialment la Diaria y verídica relación de lo sucedido en los asedios de la villa de San Matheo […] en los años 1649, 1705 y 1706 (València, 1706). Deixà també uns Diálogos latinos, manuscrits que daten de l'any 1702.
Segons Querol i Coll, a Zabata i Grifolla cal inscriure'l "en la tradició dels grans poetes barrocs del territori", on hi figuren els tortosins Francesc Vicent Garcia i Ferrandis, Francesc de La Torre, i Gaspar de la Figuera; i també els morellans Francesc Cros i Carles Gasulla d'Ursino.